# ونتوکس
ونتوکس (به فرانسوی: Vantoux) یک کمون در فرانسه است که در Canton of Montigny-lès-Metz واقع شده‌است.

## خصوصیات
ونتوکس ۲٫۴۵ کیلومترمربع مساحت و ۸۰۸ نفر جمعیت دارد و ۲۸۴ متر بالاتر از سطح دریا واقع شده‌است.